# Blanquismo

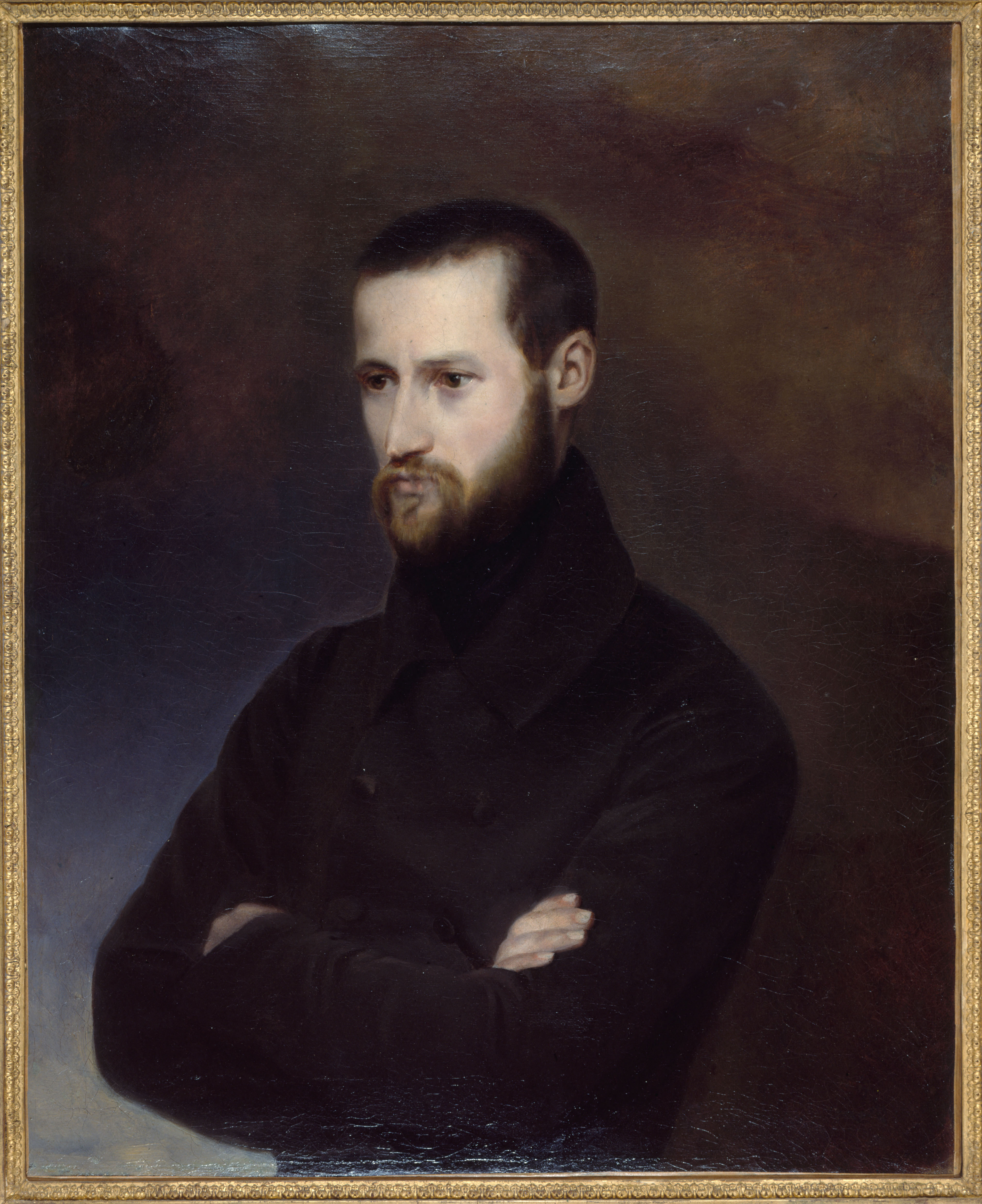
Louis Auguste Blanqui.

El blanquismo fue un movimiento doctrinario y activista a favor, primero, de la República y, una vez lograda ésta, del comunismo en Francia; que estuvo vigente durante el siglo XIX, penetró de manera dominante entre los intelectuales y estudiantes, y se caracterizó además por su férrea disciplina combativa revolucionaria. Debe su nombre al escritor, político y líder de esta facción, el francés Louis Auguste Blanqui.